# Airco DH.1
Die Airco De Havilland D.H.1 war ein Doppeldecker-Flugzeug des britischen Herstellers Airco, das im Ersten Weltkrieg zum Einsatz kam.

## Entwicklung
Im Juni 1914 trat der Flugzeugkonstrukteur Geoffrey de Havilland von der Royal Aircraft Factory zur Aircraft Manufacturing Company (Airco) über, um dort unter eigener Regie ein Konstruktionsbüro aufbauen und führen zu können. Seine erste Konstruktion für Airco war die als Kampfflugzeug konzipierte D.H.1, die den Beginn einer langen Serie von Flugzeugentwicklungen die Anfangsbuchstaben seiner beiden Nachnamensteile trug. Es scheint wenig verwunderlich, dass dieses Baumuster deutliche Ähnlichkeit mit der F.E.2 aufwies, an deren Entwicklung De Havilland zuvor maßgeblich mitgearbeitet hatte.
Da es noch keine ausgereifte technische Lösung dafür gab, mit einem MG durch den Kreis des rotierenden Propellers zu feuern, wählte De Havilland für sein Kampfflugzeug das bereits bei anderen Baumustern wie beim F.E.2 oder dem Vickers Gunbus sowie den französischen Herstellern Farman und Voisin angewandte Konzept eines Doppeldeckers mit Gitterrumpf und Druckpropeller, das die Installation eines vorn in der Flugzeuggondel beweglich angebrachten, nach vorne feuernden Maschinengewehrs ermöglichte.
An den Tragflächen sah De Havilland den Einbau von Querrudern vor, dazu kamen direkt hinter den vorderen Mittelteilstreben angebrachte steuerbare Luftbremsen, die wie kleine Flügel auf jeder Seite der Gondel etwa einen Meter weit horizontal herausragten und bei der Landung zur Erhöhung des Luftwiderstands um 90° gedreht werden konnten.

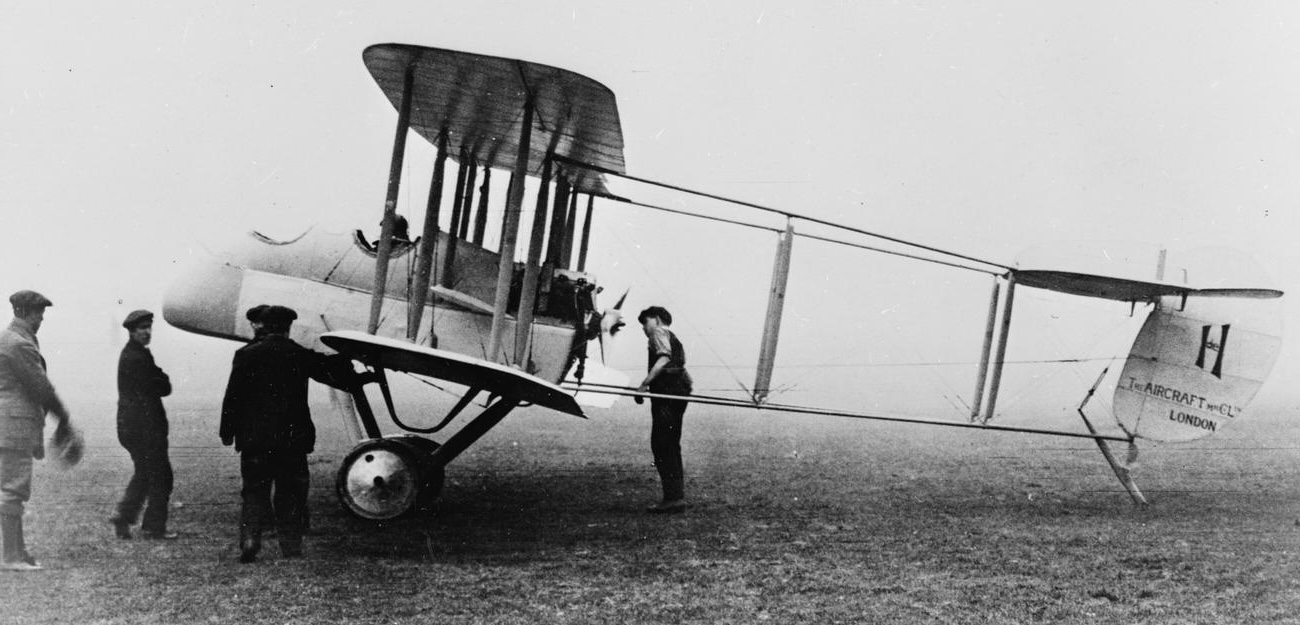
Prototyp der D.H.1

Als Antrieb war ein luftgekühlter 120 PS (88 kW) Beardmore-Reihenmotor vorgesehen; da die Royal Aircraft Factory jedoch die verfügbaren Motoren bereits für die Produktion ihrer F.E.2 und R.E.5 beansprucht hatte, musste De Havilland auf den weniger leistungsfähigen, wassergekühlten 70 PS (51 kW) Renault Motor zurückgreifen. Dessen Auspuffkrümmer führte er nach vorne, um die heißen Motorabgase möglichst fern von der am Heck rotierenden Luftschraube zu halten.
De Havilland steuerte den Prototyp im Januar 1915 in Hendon beim Erstflug selbst, um dabei sein Vertrauen in das Flugzeug dadurch zu beweisen, dass er sofort nach dem Start einen kühnen Kurvenflug demonstrierte. Bei den Erprobungen erwies sich, dass das Flugzeug im Flug so stabil lag, dass es sogar off-hands (freihändig gesteuert) auf Kurs blieb. Kurz nach dem Bau des zweisitzigen Prototypen begann De Havilland mit dem Entwurf einer einsitzigen Variante, der D.H.2 mit Umlaufmotor.

## Produktion
Insgesamt waren für Bau des Prototyps sowie der 49 Serienflugzeuge die Royal Flying Corps (RFC)-Nummern 4600–4649 und die weiter folgenden 50 D.H.1A mit die Nummern A1611-A1660 zugeteilt worden; es ist jedoch davon auszugehen, dass tatsächlich nur 73 Flugzeuge beider Typen an das RFC ausgeliefert wurden.

### D.H.1
Da Airco bereits mit der Herstellung der D.H.2 ausgelastet war, wurde Savages Limited mit dem Bau der ersten Serie über 49 Flugzeuge beauftragt, ein bisher mit dem Bau von Jahrmarktgeräten beschäftigtes, im Flugzeugbau völlig unerfahrenes Unternehmen in King’s Lynn.
Das Fahrgestell war zunächst mit Öldruck-Stoßdämpfern versehen, wurde aber bald durch ein einfaches V-Fahrgestell ersetzt und die Stoßdämpfer durch Gummifederung ersetzt. Auf die wenig wirksamen Luftbremsen wurde verzichtet. Das für den Fliegerschützen vorgesehene vordere Cockpit wurde auf die Höhe der unteren Tragfläche abgesenkt, um dem dahinter befindlichen Piloten dadurch bessere Sicht nach vorn zu geben und dem Beobachter im vorderen Cockpit für sein drehbar auf eine Säule gesetztes MG ein größeres Schussfeld zu bieten.
Die Produktion bei Savages Ltd. lief nur mühsam an, so dass bis Ende 1915 nur fünf Flugzeuge an das Royal Flying Corps (RFC) übergeben und zur anschließenden fliegerischen Ausbildung genutzt werden konnten.

### D.H.1A
Da die Lieferungen des angeforderten 120 PS Beardmore-Motors vorrangig dem Bau des Konkurrenzbaumusters F.E.2 zuflossen, standen für die D.H.1 eigentlich vorgesehenen Beardmore-Motoren erst 1916 zur Verfügung. Zunächst wurde eine D.H.1 mit der Kenn-Nummer 4606 als Prototyp mit diesem Antrieb ausgerüstet, danach wurden bei Savages weitere 50 Flugzeuge, als DH.1A bezeichnet, bestellt. Diese Flugzeuge waren am großen, aufrechtstehenden Kühler hinter dem Pilotencockpit vor dem sperrigen, aufrechtstehenden Sechs-Zylinder-Motor sowie dem backbords unter der oberen Tragfläche angebrachten Falltank zu erkennen.

## Einsatz
Die im Vergleich zur F.E.2 etwas kleinere und schwerere Maschine galt als etwa gleichwertig mit ihrem Konkurrenten, regierte aber feinfühliger auf die Steuerung. Da die F.E.2 im Sommer 1916 an der Front aber bereits durch neuere Typen ersetzt wurde, wurden auch die D.H.1A fast nur noch zur Ausbildung verwendet. Lediglich die in Ismailia am Suez-Kanal stationierte RFC-Squadron 14 erhielt im Juli 1916 noch sechs D.H.1A zum Begleitschutz für ihre Bombenmissionen. Die Squadron verzeichnete damit am 2. August 1916 den Abschuss eines Aviatik-Zweisitzers. Zum letzten Mal war am 5. März 1917 vom Einsatz einer D.H.1 die Rede, als eines dieser Flugzeuge vor der Schlacht von Gaza über dem etwa 25 südostwärts Gaza gelegenen Wadi ash el Scheria abgeschossen wurde. Danach, spätestens aber mit der Umrüstung der Squadron auf die R.E.8 im November 1917, dürfte die D.H.1 aus dem Fronteinsatz verschwunden sein.
Außerdem gingen 24 Flugzeuge an die Heimatverteidigung in England und weitere 43 an Ausbildungseinheiten.
Die D.H.1/1A wurden 1917 nur noch in Reserve gehalten und bis Ende 1918 endgültig außer Dienst gestellt.

### Einsatzverbände
Australien
- Australian Flying Corps
  - No. 1 Squadron, AFC (ein Flugzeug Juni/Juli 1916)[5]

 Vereinigtes Königreich
- Royal Flying Corps
  - No. 14 Squadron, RFC (sechs Flugzeuge, bis 1917)
  - No. 25 (Training) Squadron, RFC
  - No. 199 (Reserve) Squadron, RFC

## Technische Daten

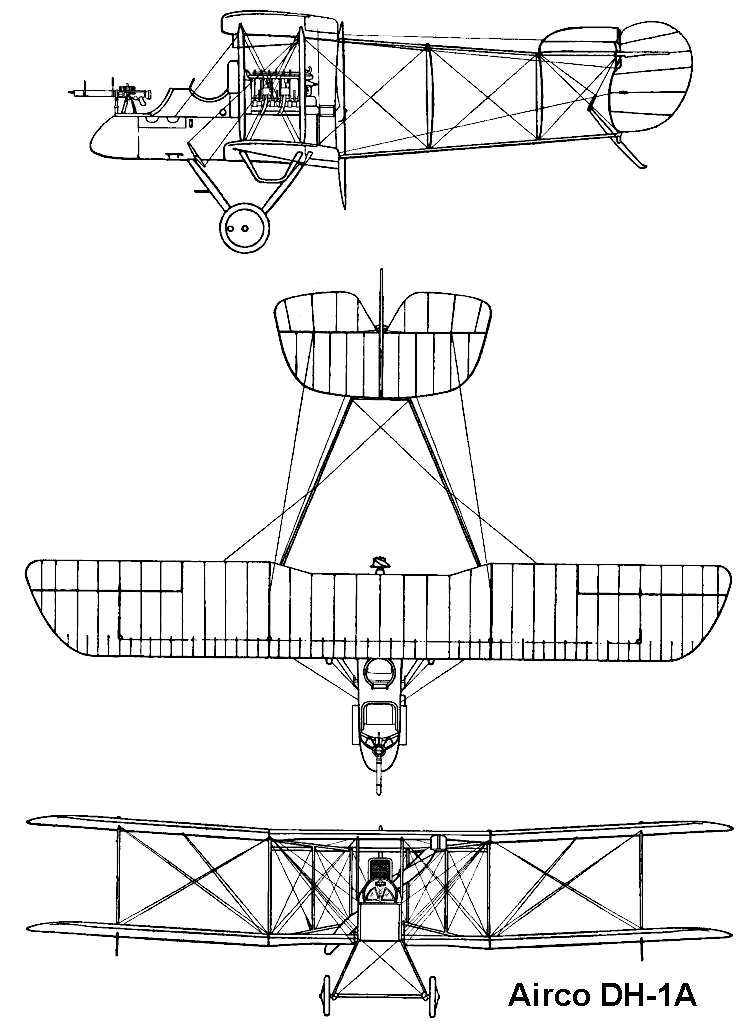
3-Seiten-Riss Airco DH.1A

| Kenngröße             | Airco DH.1                          | Airco DH.1A                        |
| --------------------- | ----------------------------------- | ---------------------------------- |
| Besatzung             | 2                                   | 2                                  |
| Länge                 | 8,57 m                              | 8,82 m                             |
| Spannweite            | 12,49 m                             | 12,49 m                            |
| Höhe                  | 3,36 m                              | 3,40 m                             |
| Flügelfläche          | 39,59 m²                            | 33,66 m²                           |
| Leermasse             | 615 kg                              | 730 kg                             |
| Startmasse            | 927 kg                              | 1060 kg                            |
| Antrieb               | Renault-Motor mit 52 kW (ca. 70 PS) | Beardmore-Motor mit 88 kW (120 PS) |
| Höchstgeschwindigkeit | 130 km/h                            | 141 km/h in 1200 m                 |
| Steigzeit auf 1067 m  | 11:15 min                           | 6:27 min                           |
| Steigzeit auf 3050 m  | 35 min                              | 27:30 min                          |
| Dienstgipfelhöhe      | –                                   | 4100 m                             |
| Bewaffnung            | ein Lewis-MG 7,7 mm                 | –                                  |